# Al-Alwa
Al-Alwa (arab. العلوة) – miasto w Syrii, w muhafazie Al-Hasaka. W 2004 roku liczyło 1431 mieszkańców.